# Estados Unidos nos Jogos Olímpicos de Inverno de 1998
Os Estados Unidos competiram os Jogos Olímpicos de Inverno de 1998 em Nagano, Japão.